# L'Époque (film)
Pour les articles homonymes, voir L'Époque.
Pour plus de détails, voir Fiche technique et Distribution.
L'Époque est un film français réalisé par Matthieu Bareyre, sorti en 2019.

## Synopsis
Des jeunes de tous horizons prennent la parole au hasard de rencontres nocturnes dans Paris, témoignant de leurs craintes, de leurs frustrations et de leurs espoirs.

## Fiche technique
- Titre : L'Époque
- Réalisation : Matthieu Bareyre
- Scénario : Matthieu Bareyre et Sophia Collet
- Photographie : Matthieu Bareyre
- Son : Thibault Dufait
- Montage son : Stéphane Rives
- Mixage : Jules Wysocki
- Montage : Matthieu Bareyre et Isabelle Proust
- Production : Artisans du Film - Alter Ego Production - ADF L'Atelier
- Pays :  France
- Genre : documentaire
- Durée : 90 minutes
- Date de sortie : France - 17 avril 2019

## Distinctions[1]

### Récompenses
- Prix du Syndicat français de la critique de cinéma et des films de télévision 2020 (Prix cinéma du meilleur premier film français)

### Sélections
- Festival international du film de Lisbonne DocLisboa 2019
- Festival Premiers Plans d'Angers 2019
- Festival de cinéma de Douarnenez/Gouel ar filmoù 2019